# Eleanor Roosevelt
Eleanor Roosevelt, ameriška borka za človekove pravice, * 11. oktober 1884, Manhattan, New York, ZDA † 7. november 1962, Uper East Side, ZDA.  
Bila je žena 32. predsednika Združenih držav Amerike, Franklina Delana Roosevelta. Med štirimi mandati svojega moža je bila prva dama Združenih držav Amerike od leta 1933 do 1945, s čimer je postala prva dama Združenih držav z najdaljšim časom. Eleanor je bila od leta 1945 do 1952 delegatinja Združenih držav v Generalni skupščini Združenih narodov. Ameriški predsednik Harry S. Truman jo je pozneje označil za prvo damo sveta v čast njenih dosežkov na področju človekovih pravic.       
Eleanor je bila članica ugledne ameriške družine Roosevelt in Livingston ter nečakinja predsednika Theodoreja Roosevelta. Imela je težko otroštvo, saj je v mladosti izgubila oba starša in enega od svojih bratov. Ko je imela 15 let, je obiskovala Allenswood Boarding Academy v Londonu in nanjo je močno vplivala njena ravnateljica Marie Souvestre. Ko se je vrnila v ZDA, se je leta 1905 poročila s svojim petim bratrancem, ki so ga nekoč odstranili, Franklinom Delanom Rooseveltom. V poroko zakoncev Roosevelt se je na začetku zapletla Franklinovo mati Sara, in potem, ko je Eleanor leta 1918 odkrila moževo afero z Lucy Mercer, je bila odločena iskati izpolnitev v lastnem javnem življenju. Franklina je prepričala, naj ostane v politiki, potem, ko ga je leta 1921 prizadela paralitična bolezen, ki ga je stala običajne uporabe nog, in je namesto njega začela govoriti in se pojavljati na predvolilnih dogodkih. Po Franklinovi izvolitvi za župana New Yorka leta 1928 in skozi preostanek Franklinove javne politične kariere v vladi, je Eleanor redno javno nastopala v njegovem imenu; in kot prva dama, medtem ko je njen mož opravljal funkcijo predsednika, je pomembno preoblikovala in na novo opredelila vlogo. 
V poznejših letih je bila zelo spoštovana, zlasti glede državljanskih pravic Afroameričanov. Bila je prva ameriška prva dama, ki je imela redne tiskovne konference, pisala kolumno v dnevnih časopisih, pisala kolumno mesečnih revij, vodila tedensko radijsko oddajo in govorila na nacionalni konvenciji stranke. Nekajkrat se je javno ne strinjala z moževo politiko. Ustanovila je eksperimentalno skupnost v Arthurdaleu v Zahodni Virginiji za družine brezposelnih rudarjev, ki so jo pozneje na splošno veljali za neuspešno. Zavzemala se je za razširitev vlog žensk na delovnem mestu, državljanske pravice Afroameričanov in azijskih Američanov ter pravice beguncev iz druge svetovne vojne. Po moževi smrti leta 1945 je Eleanor je ostala aktivna v politiki preostalih 17 let svojega življenja. Pritiskala je na Združene države, da se pridružijo Združenim narodom in jih podprejo ter postala njihov prvi delegat. Bila je prva predsednica Komisije ZN za človekove pravice in je nadzorovala pripravo Splošne deklaracije o človekovih pravicah. Kasneje je predsedovala predsedniški komisiji za položaj žensk pri administraciji ameriškega predsednika Johna F. Kennedyja. Do svoje smrti leta 1962 je Eleanor veljala za »eno najbolj cenjenih žensk na svetu«; New York Times jo je v osmrtnici označil za »predmet skoraj vsesplošnega spoštovanja«. 
Leta 1999 je bila Eleanor uvrščena na deveto mesto na Gallupovem seznamu najbolj občudovanih ljudi 20. stoletja in je bila trinajstkrat navedena kot najbolj občudovana ženska med letoma 1948 in 1961.